# ديواين بانش (سياسي)
ديواين بانش هو سياسي أمريكي، ولد في 15 مارس 1959. نشط حزبياً في الحزب الجمهوري. وقد انتخب عضو مجلس نواب تينيسي ‏ وانتخب عضو مجلس ولاية تينيسي ‏.